# Некрасівка (Кропивницький)
Некрасівка — один з мікрорайонів міста Кропивницький, що належить до Фортечного району і розташований у східній частині міста.

## Історія
До жовтневого перевороту на цій території розташувалися, в основному, кладовища: Ковалівське, два єврейських, Католицьке, Лютеранське, Магометанське та Караїмське. (Ковалівське було православним, воно існувало до середини 60-х років минулого століття.).

## Розташування
На півдні межує з залізницею, а на сході та півночі виділяється системою ярів що вимальовуються на просторах міських ландшафтів.

## Опис
Основна частина забудови Некрасівки є приватною. Композиційним центром Некрасівки є Молодіжний сквер.
Розглядалося питання перейменування вулиць Некрасівки.
Некрасівка розташована на південний схід від Миколаївки і є відносно молодим мікрорайоном обласного центру. Він порівняно невеликий, розташований з лівого боку залізниці. Характерною особливістю цього мікрорайону є те, що він майже стовідсотково заселений приватними одноповерховими будинками, хоча практично з усіх боків оточений сучасними спорудами. На Некрасівці немає жодного значного виробничого підприємства, хіба що завод залізобетонних виробів, що знаходиться на межі з Миколаївкою і останнім часом працює неритмічно.
Ще однією особливістю Некрасівки є та, що всі її вулиці мають першоназви, ніколи не перейменовувалися, окрім однієї, яка до Некрасівки відноситься чисто формально: вона лежить на кордоні між нею і Миколаївкою. Ця вулиця має назву Олега Ольжича, а раніше мала назви Сталінградська, Гайдара. Інші, а їх усього півтора десятка, зберігають традиції часу, в яких вони створювалися.
Перші будинки на місці зруйнованих кладовищ почали з'являтися у 1921 році. Тоді й з'явилася вулиця, яку назвали за прізвищем російського поета Миколи Некрасова, сторіччя від дня народження якого того року відзначалося. Таким чином було покладено свого роду традицію вшановувати у новоутворених вулицях мікрорайону пам'ять літераторів. Невдовзі на Некрасівці з'явилися вулиці Лермонтова, Льва Толстого, Чехова, Олександра Олеся (колишня Дем'яна Бєдного), Маяковського, Короленка. Не вистачало письменників — увічнювали героїв: лейтенанта Шмідта, Партизанська. На карті-схемі Кіровограда, випущеній Державним Центрально-Українським видавництвом за матеріалами міського управління у справах архітектури та містобудування у 1995 році, на Некрасівці значиться вулиця Кошового (без вказування імені, доводилося гадати — якого: нашого земляка, Маршала Радянського Союзу, чи героя-молодогвардійця). А в переліку назв, затверджених рішенням міської ради на підставі даних того ж управління, вулиця Кошового у місті взагалі не значиться.

## Джерело
- Матівос Ю. М. Вулицями рідного міста. — Кропивницький: ТОВ «Імекс-ЛТД». — С. 78.